# Ист Вилиџ, Лондон
Ист Вилиџ је стамбени комплекс у Стратфорду у источном Лондону који је дизајниран и изграђен као Олимпијско село на Летњим олимпијским играма 2012. и претворен је за употребу као нови стамбени кварт, заједно са независним продавницама, баровима и ресторанима. Област је раније била контаминирана отпадним земљиштем и индустријским зградама северно од центра Стратфорда.

## Историја

### Планирање и изградња
Као део програма регенерације у оквиру понуде за Летње олимпијске игре 2012, дизајн Олимпијског села за смештај спортиста био је заснован на поновном коришћењу зграда након игара као новог стамбеног округа за Стратфорд. Основа за стамбени план је преузета из СЦДЦ плана регенерације за подручје као последица стварања брзе везе Лондон-Париз. Плен из тунела који је отишао под земљу у Стратфорду створио је платформу на којој су настали Вестфилд тржни центар и Олимпијско село. Кроз процес надметања, тадашња лабуристичка британска влада одабрала је предлог Ленд Леасе-а који је покривао финансирање и изградњу Олимпијског села и дела Олимпијског медија центра у Лондону. Ово би обезбеђивало смештај за 22.500 спортиста и званичника тимова, 16.000 као олимпијских и 6.500 као параолимпијских саграђених у складу са стандардима Лифе Тиме Хоме за подршку становницима Параолимпијца и будућим штићеницима са оштећењима или другим физичким изазовима: након тога ће се обезбедити мешавина јефтиних и приватних стамбених становање, у оквиру заједнице која би се састојала од канцеларија, продавница, школа и дома здравља.
Цилантро Енџинринг је именован да ради као део колаборативног тима за испоруку Пројектовања и изградње МЕП инсталација за главног извођача, Ленд Леасе.
Ленд Леасе ангажовао тим: архитекте Флетцхер Приест; грађевински инжењери Аруп ; и фирма за урбано планирање / пејзажну архитектуру Вест 8 анд Вогт Ландсцапе. Били су обавештени да дизајнирају кварт типа сеоско-баштен како би се уклопили са широм визијом урбаног парка наслеђа Олимпијског парка, опонашајући изглед класичне викторијанске архитектуре Маида Валеа и других делова викторијанског западног Лондона. На површини 27 ha (67 acres), план је предвиђао 14 стамбених парцела, од којих се свака састоји од 5 до 7 блокова, изграђених око заједничких тргова и дворишта, са воденим елементима који наглашавају близину реке Леа. Сваки од 69 блокова је висок између 8 и 12 спратова, номинално распоређених: Ниво улице углавном троспратних градских кућа, са улазним вратима на нивоу улице како би се створило „активно прочеље“. Они су допуњени мешавином продавница и канцеларија на један до три спрата. На 3. спрату и изнад у центру комплекса налазе се заједничке подигнуте баште, које скривају паркинг испод. На и изнад овог нивоа налази се мешавина јефтиних и приватних стамбених станова, од студија до пет спаваћих соба. Сваки стан има велики подни размак, а сваки има сопствени балкон који је довољно велик за сто и столице.
Лондонска развојна агенција предложила је да се читава локација Олимпијског парка обезбеди у оквиру налога за обавезну куповину (ЦПО) . Крајем 2005. године избила је свађа између тадашњег градоначелника Лондона Кена Ливингстона и Савета Њухама / Вестфилд групе око употребе правног инструмента. Локација за Олимпијско село требало је да се налази поред 4 милијарде фунти вредног развоја Стратфорд Ситија, али су потешкоће у приступу значиле да се ЦПО Олимпијског парка проширио на локацију за Стратфорд Сити. У новембру 2005. склопљен је споразум којим је ЦПО над Вестфилдом уклоњен, подложно договореним одредбама о приступу Олимпијском селу.
У светлу финансијске кризе 2008. године, Ленд Леасе је наишао на потешкоће у прикупљању средстава на комерцијалним тржиштима за изградњу села, појединачног највећег пројекта у шеми Летњих олимпијских игара 2012. године. Влада се преко Олимпијске управе за испоруку (ОДА) стога сложила да преузме већи део потребне суме, као и смањење скале пројекта за 25%, под условом да ће спортисти који се такмиче на догађајима ван Лондона бити смештени локално за њихову конкуренцију, да ће три парцеле бити одложене до периода после Игара, парцеле 5,6 и 8. Ово није решило изазов обезбеђивања бројева кревета за време игара. Направљен је план дизајна игара који је увео привремене зидове унутар застарелог дизајна тако да се створи више кревета: тако је двокреветни, једнособни стан постао 4; четворокреветни стан, 2 спаваће собе су постале 6, а шестокреветни стан је постао 8 углавном поделом дневног боравка, трпезарије и кухиње. После Игара све је реконструисано на првобитни концепт. Само градске куће на три нивоа нису биле предмет ове модификације времена Игара, али су ипак повећане кревете са старих 6 на 8 коришћењем одвојеног салона. Пратећи искуства спортиста у Пекингу 2008. године, а посебно кроз коментаре председника Међународног олимпијског комитета Жака Рога о добробити спортиста, овај компромис је требало поново да се размотри док се стварао притисак да се финансијски споразум реши.
До ове тачке, предложена локација је била мешавина бивших индустријских зграда и контаминираног отпада. Предложена локација за село је обезбедила два стамбена кампа за Ирисх Травеллерс, један на Цлаис Лане, Невхам, а други на Ватерден Цресцент, Хацкнеи. Завршни део Олимпијског ЦПО-а који покрива локацију села, обезбеђен у децембру 2006. године, путници су безуспешно оспорили на Вишем суду у мају 2007.  Пред крај рушења/чишћења локације, 12. новембра 2007. избио је пожар у старом индустријском складишту на Вотерден путу, Хакни Вик, на западној ивици предложене локације Олимпијског села. Са пламеном од 50 ft (15 m) у висини која је захватила зграду и шаљући облаке оштрог црног дима над центром града, требало је 75 ватрогасаца из Лондонске ватрогасне бригаде да ставе пожар под контролу.

### Олимпијско и параолимпијско село
Током лета 2012, блокови су први пут коришћени као Олимпијско село за Летње олимпијске игре 2012. Узимајући оригинални дизајн, архитекте су додале привремене преграде како би креирале апартмане у "хотелском" стилу за: 3.300 станова: сваки има ТВ, приступ интернету и приватно двориште; и 17.320 кревета (ово је око 17.000 за спортисте ~ 10.903 (укупан број њих) и одмор за службена лица током Игара): обезбеђујући сваком спортисти 16 m2 (170 sq ft) површина пода. Поред тога, програмери су додали две привремене зграде: 17.000 m2 (180.000 sq ft) сала за храну, која је била отворена 24 сата дневно, способна да угости 5.500 спортиста одједном; и сала за забаву од 10.000 m2 (110.000 sq ft), пружајући видео игрице за коришћење спортиста и заједнички простор за одмор, плус безалкохолни бар. Село је такође обухватало трг, где су спортисти могли да се састану са пријатељима и породицом током игара.
Постоји потпуна листа зграда и спортиста који су у њима боравили током Олимпијских игара 2012. и плоче на свим фоајеима зграда Ист Вилиџа означавају које су земље тамо боравиле. На пример, британски тим је боравио у Цалла Хоусе, Котата Хоусе и Таиберри Хоусе; Грчка у Хопгроунд Хоусе; Шпанија у Царина Хоусе; Украјина у Царској кући; Јапан у Апплегате Хоусе-у; Јерменија, Перу и Словенија у Цалицо Хоусе; Белгија, Зеленортска острва и Киргистан у Фрие Хоусе-у; Костарика и Јемен у Галена Хоусе; и Холандије у Хајнијекен кући.

### После Игара
Након завршетка игара, олимпијско кућиште је адаптирано како би се створио нови стамбени кварт који ће бити познат као Еаст Виллаге. Нова изградња је створила 2.818 нових домова, укључујући 1.379 приступачних кућа и кућа за продају и изнајмљивање. Шира заједница је предвиђена са широким видиковцима испуњеним баштама, парковима и заједничким површинама, у оквиру којих ће бити смештене школа, амбуланта и продавнице. Након што је 2009. продао приступачне куће Триатхлон Хомес-у за 268 милиона фунти, 2008. је расписан конкурентски тендер за ОДА-ине интересе у преосталих 1.439 приватних кућа, заједно са шест суседних будућих парцела за развој са потенцијалом за додатних 2.000 нових домова и дугорочно управљање Ист Вилиџ-ом.
ОДА је добила три понуде:  заједничко улагање између Делансија Џејмија Ритблата и Катари Диара ; Хутцхисон Вхампоа ; и Веллцоме Труст, који су понудили да преузму свих 25 km2 (9,7 sq mi) Олимпијски парк. У августу 2011. ОДА је објавила споразум са Деланцеи/Катари Диар, који је платио 557 милиона фунти за локацију Ист Вилиџ , што представља процењени губитак од 275 милиона фунти за ОДА, а тиме и за британски порески обвезник. Секретар за културу Џереми Хант је прокоментарисао да ОДА никада није очекивала да ће надокнадити трошкове изградње: „Била је то потпуно празна локација, није имала никакву инфраструктуру, путеве или паркове. Увек ће постојати допринос јавног сектора за помозите да их убаците."
Привремене преграде постављене током игара уклањају се како би се створио распон од једнокреветних до петокреветних кућа, од станова до градских кућа. Собе дизајниране у хотелском стилу су претворене у кухиње. 1.439 приватних кућа се изнајмљује, уместо да се продају, а власништво остаје Деланси/Катар Дијару и њиме управља Гет Ливинг Лондон. Ово је створило први стамбени фонд у приватном сектору у Великој Британији од преко 1.000 домова који ће бити у власништву и којима се директно управља као инвестиција. Поред тога, програмери су створили нове паркове и додатне транспортне везе. Изграђен је и здравствени центар за становнике Ист Вилиџа и околине. Независни трговци на мало су доведени у Ист Вилиџ, који је сада засебан кварт.
Програмери су такође додали Цхобхам Ацадеми, нови образовни кампус са 1.800 места за ученике узраста од 3 до 19 година. За време Олимпијаде школска зграда је коришћена као главна база за организовање и управљање тимовима. Обновљена након игара, отворена је у септембру 2013. као Цхобхам академија, дом образовног кампуса, који се састоји од вртића, основних и средњих школа ; установа за учење одраслих; и комплекс уметности заједнице. У јулу 2015. Академија Чобхам је оцењена као „Изванредна“ од стране ОФСТЕД-а.

## Транспорт
Еаст Виллаге се налази на међународној станици Стратфорд са брзим услугама до центра Лондона (за 5–6 минута) преко Хигх Спеед Оне, на југоисточним возовима, али не и на Еуростар-у, чији возови не стају на међународној станици Стратфорд. Доцкландс лака железница пружа директан приступ великом делу источног Лондона и налази се на једној станици од станице Стратфорд, која сама по себи омогућава приступ Великој источној главној линији (услуге којима управљају Греатер Англиа и ТфЛ Раил ), ц2ц услуге (само викендом), линија северног Лондона (услуге којима управља Лондон Овергроунд ) и линије лондонског метроа Јубиле и Централ.
Лондонске аутобуске линије 97, 108, 308 и 339 и ноћна рута Н205 служе Ист Вилиџу. Такође, рута Д8 стаје у близини Стратфорд Интернатионала и руте 58, 69 и 158 стају у близини на Лејтон Хигх Роад-у заједно са рутом 97.
Генерално, пјешачка удаљеност од Биг Бена је око 10 km (6 mi). У време Олимпијских игара Стратфорд и Стратфорд међународне станице су се налазиле у Травелцард зони 3 Током Олимпијаде, за сваки дан такмичења постојала је бесплатна карта за све зоне. Од јануара 2016. станица Стратфорд и Међународна станица Стратфорд премештене су у зону 2/3.

## Одрживост
Стамбени смештај је дизајниран да постигне ниво 4 Кодекса за одрживе домове 8. септембра 2012.
Парцела Н25, паркинг за међународну станицу Стратфорд је 8. септембра 2012. постигла CEEQUAL Excellent.
Трајно и привремено коришћено дрво је екстерно верификовано и ревидирано, а пројекат је 31. јануара 2012. добио пуну ФСЦ сертификат пројекта (2009: ТТ-ПРО-002826).
У грађевинарству, пројекат је добио три златне награде из шеме Цонсидерате Цонструцторс 2010, 2011. и 2012. године, референце за регистрацију пројекта: 32454,36861 и 46760.